# Hep Stars
Hep Stars var en svensk popgruppe dannet i 1963 i Stockholm af basisten Lennart Hegland og trommeslageren Christer Pettersson. De knyttede organisten Hans Östlund til sig og efterhånden også Janne Frisk på guitar og sang. Gruppen opløstes i slutningen af 1973 men genopstod i slutningen af 1980'erne.
Andre medlemmer gennem tiden var Benny Andersson (senere ABBA), 
Svenne Hedlund og 
Charlotte Walker (senere Svenne & Lotta). 